# Dog Soldiers
Dog Soldiers is een Britse actie-horrorfilm uit 2002, geschreven, geregisseerd en gemonteerd door Neil Marshall in zijn speelfilmdebuut. De film, met in de hoofdrollen Sean Pertwee, Kevin McKidd, Emma Cleasby en Liam Cunningham, volgt een team soldaten die tijdens een militaire oefening in de Schotse Hooglanden, aangevallen worden door weerwolven.
De film werd grotendeels gedraaid in Luxemburg, dankzij een Luxemburgse tax shelter.
Dog Soldiers werd op 10 mei 2002 in de bioscoop uitgebracht in Nederland. In eerste instantie werd de film met kritiek ontvangen maar door de jaren heen heeft de film een cultstatus verworven.

## Cast
- Sean Pertwee als sergeant Harry G. Wells
- Kevin McKidd als soldaat Cooper
- Emma Cleasby als Megan
- Liam Cunningham als kapitein Richard Ryan
- Darren Morfitt als soldaat Phil "Spoon" Witherspoon
- Chris Robson als soldaat Joe Kirkley
- Leslie Simpson als soldaat Terry Milburn
- Thomas Lockyer als korporaal Bruce Campbell
- Craig Conway als mannelijke kampeerder
- Tina Landini als vrouwelijke kampeerder